# Štefan Banič
Štefan Banič (Smolenice, 23 novembre 1870 – Smolenice, 2 gennaio 1941) è stato un inventore slovacco.
Inventò e brevettò il paracadute militare nel 1913.